# 대한수중핀수영협회
대한수중핀수영협회(Korea Underwater Association, KUA)는 수중 스포츠 보급을 통한 국민체력 향상과 우수 선수 양성으로 국민체육 발전에 이바지할 목적으로 1997년 4월 7일 설립된 대한민국 문화체육관광부 소관의 사단법인이다. 사무실은 서울특별시 송파구 오륜동 88-2 올림픽공원 펜싱경기장 내에 있다.

## 연혁
- 1968년 3월 6일 : 한국스킨스쿠버다이빙클럽 발족
- 1969년 7월 20일 : 제1회 전국수중경기대회 개최 및 매년 핀수영, 수중 방향찾기, 수중채집, 수중수렵 경기 주최
- 1973년 3월 2일 : 한국스쿠버다이빙협회 개칭
- 1981년 11월 20일 : 세계수중연맹(CMAS) 가입을 위해 한국수중협회로 개칭
- 1982년 6월 5일 : 세계수중연맹(CMAS) 가입
- 1988년 12월 27일 : 아시아수중연맹(AUF) 가입 및 대한체육회 준회원 가입 및 대한수중협회 개칭
- 1992년 2월 24일 : 대한체육회 정식 가입
- 1997년 4월 7일 : 사단법인 대한수중협회 설립 허가
- 2010년 5월 3일 : 사단법인 대한수중핀수영협회로 명칭 변경

## 주요 사업
- 각종 수중경기대회 주관
- 수중경기 선수 양성과 보급

## 같이 보기
- 세계수중연맹